# WatchMojo.com
WatchMojo.com es un productor, editor y sindicalizador de contenido de video privado con sede en Canadá. Con más de 16 mil millones de reproducciones de video de todos los tiempos y más de 25 millones de suscriptores, WatchMojo tiene uno de los canales más grandes en Youtube. El 60 % de sus visitantes y suscriptores son hombres, y el 92 por ciento son de los Estados Unidos.  Su alcance global acumulativo en YouTube es de 97 millones de espectadores únicos por mes, a partir de marzo de 2018.

## Historia
De acuerdo con la biografía oficial de la compañía, The 10-Year Overnight Success: An Entrepreneurship’s Manifesto – How WatchMojo Built the Most Successful Media Brand, la visión de WatchMojo es "informar y entretener" con la misión de producir "un video sobre cada tema". Después de pasar la primera mitad de la década de 2000 escribiendo cientos de columnas sobre entretenimiento, estilo de vida e historia y publicando dos libros, el fundador de la empresa, Ashkan Karbasfrooshan, creó WatchMojo para producir videos de mayor calidad que la tarifa generada por los usuarios en la mayoría de los sitios web, pero en un formato, estilo, duración y tono que satisfacen los gustos de los espectadores de Internet. Como tal, WatchMojo.com fue fundado en junio de 2005 por Ashkan Karbasfrooshan, Raphael Daigneault y Christine Voulieris. Otros empleados clave tempranos incluyen a Kevin Havill y Derek Allen. lWatchMojo.com se lanzó el 14 de junio de 2005 y su canal de Youtube se lanzó el 25 de enero de 2007.  Originalmente, el contenido presentaba hosts y presentaciones de estilo vlog, pero a lo largo de los años, la programación cambió a efectos visuales más refinados con voces en off. Dan Paradis y Rebecca Brayton son dos de los anfitriones principales, que se ven de vez en cuando en los videos de la compañía, pero generalmente se escuchan principalmente en las voces en off del canal.
WatchMojo  Es un canal independiente;  es no es un Multi-Channel Network (MCN) ni parte de uno.  Según el CEO Karbasfrooshan,  WatchMojo  mantuvo 23 empleados de tiempo completo y un equipo de más de 100 escritores y editores de vídeo freelance en octubre de 2014.  Para 2017, ese número se incrementó en 50 contribuyentes m.
Los videos que produce son típicamente enviados y vistos por los visitantes en su herramienta de sugerencia, así como las ideas sugeridas en sus páginas de Youtube, Facebook y Gorjeo. A medida que la actividad en la sección de comentarios de su canal de YouTube creció, WatchMojo diseñó y creó la herramienta de sugerir para centralizar los envíos de votantes. La herramienta de sugerir ha acumulado 10 millones de votos en las entradas de la lista de 2.5 millones en 500,000 ideas de video sugeridas por los 250,000 usuarios que se han registrado para la función.
En su canal principal de YouTube, llegó a 1 millón de suscriptores el 30 de octubre de 2013 y luego a 5 millones de suscriptores el 29 de agosto de 2014. En diciembre de 2014, el día en que su canal de YouTube superó los 6 millones de suscriptores, anunció un acuerdo de representación con la agencia de talentos William Morris Endeavor.  Superaron los 10 millones de suscriptores el 5 de diciembre de 2015.  El número 15 millones de suscriptores se registró el 29 de julio de 2017. A través de los otros canales de la compañía (JrMojo, MsMojo y las ediciones internacionales no inglesas), la red WatchMojo cuenta con más de 22 millones de suscriptores
Durante el 2016–17 NHL season, WatchMojo patrocinó el NY Islanders. En octubre de 2016, Karbasfrooshan publicó El éxito de 10 años durante la noche: el manifiesto de una iniciativa empresarial: cómo WatchMojo creó la marca de medios más exitosa en YouTube en la nueva huella editorial de la empresa, ya que se aventuró en libros digitales y guías.
En agosto de 2017, WatchMojo fue acusado de plagio. WatchMojo explicó que la compañía confía en su herramienta de sugerencia como inspiración para muchos de sus videos, y usa una gran base de escritores independientes, admitiendo que la compañía necesita educar implacablemente a sus escritores con respecto a la acreditación apropiada para evitar acusaciones de plagio.
En otoño de 2017, la compañía dio a conocer un puñado de canales en China continental en asociación con Weibo.
En 2018, WatchMojo anunció que había reforzado sus filas ejecutivas contratando al cofundador de Newfronts, John McCarus, como director de marketing, el exjefe de ventas de The Onion Matt McDonagh como director de ingresos, el exejecutivo de Bell / Quebecor Patrick Lauzon como director de audiencias así como a David Masse como director financiero

## Contenido
La compañía promedia más de 5 minutos de tiempo de reproducción por video, muy por encima del estándar de la industria.  No presenta contenido generado por el usuario ni permite un mecanismo para que los usuarios carguen videos en su sitio.  El sitio web produce videos diarios del "Top Ten", así como videos que resumen la historia de temas de nicho específicos. Estos temas pueden ser una de las 17 categorías: Anime, automotor, negocio, comedia, educación, Moda, cine, televisión,salud y aptitud, estilo de vida, música, crianza, política y economía, espacio y ciencia, Deportes, tecnología, viaje y videojuegos.  Cada día publica más de cinco videos para 60-75 minutos de contenido original. En febrero de 2016, lanzó el MsMojo canal para servir mejor a espectadores y fanáticos femeninos. También lanzó varios canales no ingleses para los mercados español, francés, alemán, italiano, turco y polaco.
El 15 de abril de 2017, WatchMojo debutó he Lineup, un programa de juegos que combinó el ranking de las 10 mejores listas con elementos de fantasía y la bromas de deportes.  Ganó un Premio Telly a la Mejor Serie en la categoría Serie Web
El 31 de mayo de 2017, WatchMojo realizó su primer show en vivo, llamado WatchMojo Live en YouTube Space en Chelsea Market. El espectáculo consistió en una sesión de la industria de la tarde que cubre los medios en línea, la publicidad y la realidad virtual. A continuación, se presentó un espectáculo nocturno con DJ Killa Jewel, DJ Dan Deacon, Puddles Pity Party y Caveman.
El 12 de julio de 2017, siguió con WatchMojo Live en YouTube Space en Londres en King's Cross Station, presentando actos musicales de Llew Eyre, Bluey Robinson y Leif Erikson. Los oradores en la pista de la industria incluyen a Hussain Manawer, Ben Jones y Kim Snow.
Además de la programación de video, se ha aventurado en libros y guías digitales. Los títulos de la unidad WatchMojo Publishing incluyen Top 10 Anime of All Time, 50 programas de ciencia ficción más influyentes en televisión, solo lectura: una colección de terror digital, 75 películas de terror más influyentes de todos los tiempos, 50 cómics más influyentes de la década de 1980 , Top 100 videos musicales de la década de 2000, 100 movimientos de película definitorios de década de la década de 1990, así como su edición especial de 10 años y el libro de Éxito de 10 años que cubren la historia de la compañía y el aumento de YouTube como una plataforma de video dominante.
En diciembre de 2017, lanzó The WORST Travel Show en Facebook Watch, una serie de comedias de viajes con guiones semi escritos que han sido calumniados en las reseñas en línea.
En enero de 2018, lanzó el canal MojoPlays y en abril de 2018 reclutó a la expresentadora de IGN Naomi Kyle como anfitriona.
Posteriormente lanzó el canal MojoTalks para cubrir noticias sobre cultura pop, entretenimiento y medios de comunicación en formato de conferencia, producido y presentado por Eric Cohen, cuyos créditos incluyeron Entertainment Tonight, Today y otras redes tradicionales.

## Modelo de negocio
WatchMojo.com perdió dinero los primeros seis años de operaciones, alcanzó el punto de equilibrio en 2012 y generó ganancias desde 2013. Debido a la recesión de 2007-2009, WatchMojo.com había restado importancia a un modelo respaldado por publicidad en favor de las tarifas de licencia pagadas por otras compañías de medios para acceder y usar sus medios. Más tarde ese año, Beet.TV presentó a WatchMojo.com junto a Magnify.net como ejemplos de compañías que cambiaron con éxito de modelos de ingresos basados en anuncios a modelos de ingresos basados en tarifas de licencia.
En 2012, cambió su enfoque a YouTube y, como resultado de su crecimiento en suscriptores y puntos de vista, se volvió rentable. Además, WatchMojo licencia su contenido a las plataformas Aol y Go90 de Verizon, DailyMotion, Facebook y otros. Muchas instituciones académicas y editores educativos usan la programación de la compañía en programas de ESL, así como en el plan de estudios K-12. WatchMojo alienta a los educadores y estudiantes a utilizar videos en su catálogo que sean pertinentes y complementarios a sus estudios como parte de las presentaciones.
En 2016, Ernst & Young otorgó a Karbasfrooshan el premio al Emprendedor del Año en la categoría Medios y Entretenimiento, en la región de Quebec.
En marzo de 2018, adquirió el canal Unveiled como su primera adquisición.
En mayo de 2018, anunció una asociación exclusiva de representación de ventas publicitarias con Bell Media en Canadá.

## Premios y reconocimientos
- Latin Awards Canada 2019: Youtuber del Año / Viners o’ Entretenimiento Digital - Fernando Hampshire (WatchMojo) [23]